# Belagerung von Meaux
Die Belagerung von Meaux dauerte von Oktober 1421 bis Mai 1422 und war Teil des zwischen England und Frankreich ausgetragenen Hundertjährigen Krieges. Die belagernden englischen Truppen wurden geführt von Heinrich V. der während der Belagerung schwer erkrankte und als Folge davon am 31. August 1422 starb.

## Vorgeschichte
Heinrich war im Juni 1421 mit 4.000 Mann aus England nach Frankreich übergesetzt und machte sich nach seiner Landung unverzüglich auf den Weg um Thomas Beaufort, 1. Duke of Exeter, in Paris zu entsetzen. Dieser wurde von mehreren französischen Streitkräften bedroht, die in Dreux, Meaux und Joigny stationiert waren. Der König eroberte Dreux nach nur kurzer Belagerung und wandte sich dann nach Süden. Er eroberte Vendôme und Beaugency, bevor er auf Orléans marschierte. Da er aber nicht über ausreichend Nachschubgüter verfügte, um eine solch große und gut befestigte Stadt zu belagern, wandte er sich bereits nach drei Tagen Richtung Norden und eroberte zunächst Villeneuve-le-Roi, um dann nach Meaux zu marschieren.

## Verlauf der Belagerung
Die Verteidigung der Stadt wurde einem Heerführer der Armagnacs geleitet, der „Bastard von Vaurus“ (Bâtard de Vaurus) genannt wurde. Dieser amtierte als Stellvertreter des Dauphin in der Vogtei Meaux, genoss den Ruf eines grausamen und bösartigen Menschen, galt aber als tapferer Kommandeur. Die Belagerung durch die Engländer begann im Oktober 1421. Durch Untertunnelung und Beschuss mit Belagerungswaffen wurden die Wälle bald niedergerissen. Trotzdem gelang keine unverzügliche Einnahme der Stadt. Durch schwere Krankheiten, die sich im Heerlager der Engländer ausbreiteten, erlitten diese schwere Verluste. Zu den Toten gehörte unter anderem auch John Clifford, 7. Baron de Clifford. Nach Schätzungen moderner Historiker starb etwa ein Sechzehntel der Belagerer an der Ruhr und den Pocken. Im späteren Verlauf der Belagerung wurde auch König Heinrich krank. Er lehnte es aber ab, das Heerlager zu verlassen, bevor Meaux eingenommen war.
Am 9. Mai 1422 ergab sich schließlich die Stadt den Engländern, wobei die von dem Hauptmann Jehan d’Isque angeführte Garnison die Kapitulation zunächst verweigerte. Nach anhaltendem Beschuss ergab diese sich aber am folgenden Tag ebenfalls. Der Bâtard de Vaurus wurde auf Befehl Heinrichs enthauptet und sein Leichnam wurde an einem Baum außerhalb der Stadt aufgehängt, der seitdem „Baum des Vaurus“ (Arbre de Vaurus) genannt wurde. Zum Zeitpunkt der Kapitulation von Meaux war Heinrich bereits schwer krank.

## Folgen
Die Stadt Meaux blieb bis 1436 unter englischer Herrschaft, bevor sie endgültig unter die Kontrolle der französischen Krone fiel. Nach dem Ende der Belagerung machte Heinrich sich auf den Rückweg nach England. Bereits auf dem Weg nach Bois de Vincennes, wo er am 10. August eintraf, war er nicht mehr in der Lage zu reiten und musste den restlichen Weg getragen werden. Dort starb er am 31. August 1422 im Alter von 35 Jahren.